# بویکی
بویکی (به لاتین: Buiki) یک منطقهٔ مسکونی در بلاروس است که در منطقه مینسک واقع شده‌است. بویکی ۱۹۷ نفر جمعیت دارد.